# Czołdar
Czołdar (osm.-tur. czułtar) – długie, wykonane z wełny okrycie konia, które zakrywa jego przód, barki i częściowo szyję.